# Earophila eckfordii
Earophila eckfordii là một loài bướm đêm trong họ Geometridae.